# 北東商事
北東商事株式会社（ほくとうしょうじ、Hokutou Shouji Corporation.）は、北海道札幌市に本社を置く、アミューズメント施設（ゲームセンター）などを手がける企業。

## 沿革
- 1980年（昭和55年）4月 - 創業
- 2003年（平成15年）12月 - 本州1号店「狭山店」開業[1]。（2022年閉店）
- 2016年（平成28年）8月 - タカハシの子会社となる。
- 2021年（令和3年）
  - 1月8日 - ベーカリー「ボストンベイク」を展開するボストンの全株式を取得、子会社化[2][3][4]。
  - 1月27日 - フィットネス事業に参入、「Fitness Labo.B」1号店をキャッツアイ栄通店（札幌市白石区）に開業[5]。

## 展開店舗

### キャッツアイ
店舗によりカラオケ施設も併設されている。
所有店舗は黄色を基調としたカラーリングで塗装された外観が特徴的であったが、2017年以降は各店舗ごとにコンセプトを設けたデザインへのリニューアルが進められ、店舗ロゴも刷新されている（大文字の「CAT'S EYE」から筆記体風の「Cat's Eye」表記に変更）。改装工事はタカハシグループのタカハシアートプランニング株式会社が担っている。
かつては24時間営業の時間制アミューズメントスペース「レジャスポ」やボウリング施設を併設していた店舗もあったものの、狭山店の閉店を最後に消滅した。
北海道内
- キャッツアイ新川店（札幌市北区）
- キャッツアイ篠路店（札幌市北区）
- キャッツアイ東苗穂店（札幌市東区）
- キャッツアイ宮の沢店（札幌市手稲区）
  - 宮の沢ショッピングセンター内に2020年（令和2年）8月7日開店（キャッツアイ手稲店からの移転）[7]。
- キャッツアイ栄通店（札幌市白石区）
- キャッツアイミュンヘン大橋店（札幌市豊平区）
- キャッツアイ新札幌店（札幌市厚別区）
  - もともと同所で営業していた建物を2013年（平成25年）に建て替え、「ホーマックスーパーデポ厚別東店」（現・DCM厚別東店）と同居する形となった[8]。キャッツアイ部分の営業面積は5,202m2[8]。
- キャッツアイ清田店（札幌市清田区）
- キャッツアイ恵庭店（恵庭市）
- キャッツアイ静内店（日高郡新ひだか町）
- キャッツアイ苫小牧駅前店（苫小牧市）
  - 2022年12月25日に、後述の苫小牧店閉店から8年ぶりに再出店した[9]。
  - 苫小牧店が入居していた建物を解体後、同所に出店したマルハン苫小牧駅前店の敷地内に出店することとなり、同所では親会社のタカハシが営業するカラオケボックス「カラオケ歌屋」も同日に開業している[10]。

北海道外
- キャッツアイ東千葉店（千葉県千葉市中央区）- 2021年（令和3年）1月14日プレオープン。
- キャッツアイ八千代店（千葉県八千代市）- ism緑が丘内。レジャスポを併設。
- キャッツアイ西葛西店（東京都江戸川区）

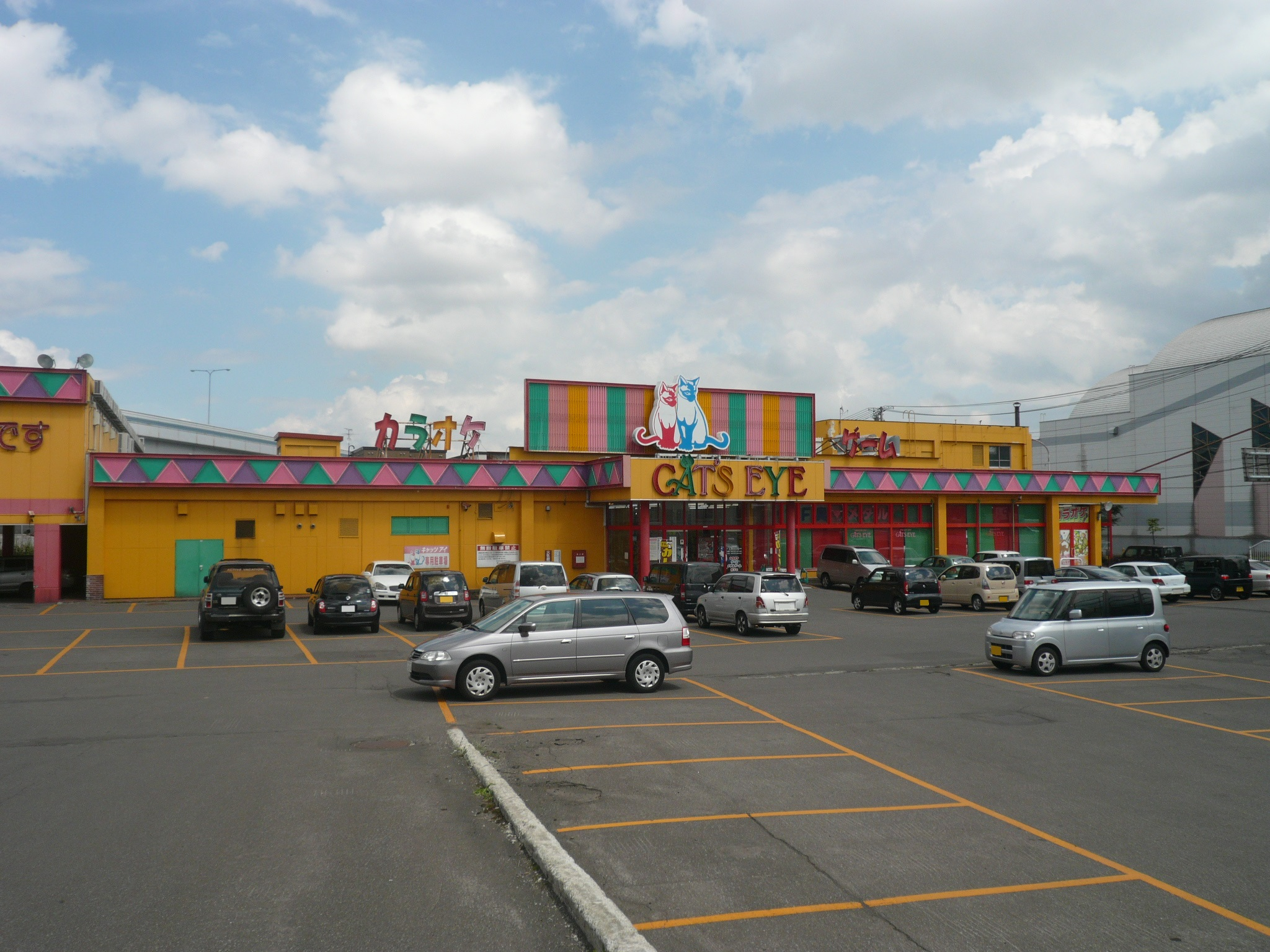
キャッツアイ新川店（旧外装）
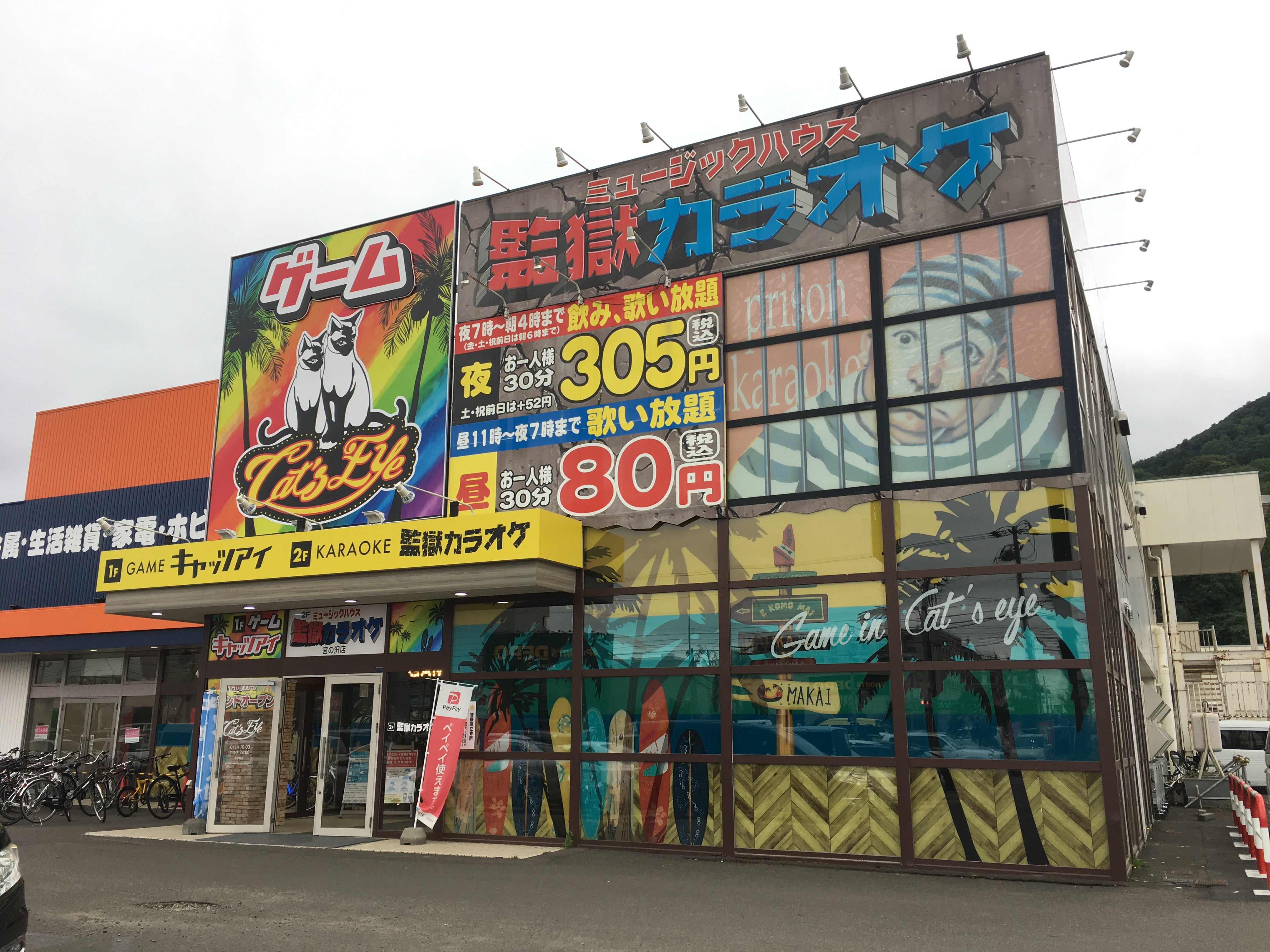
キャッツアイ宮の沢店
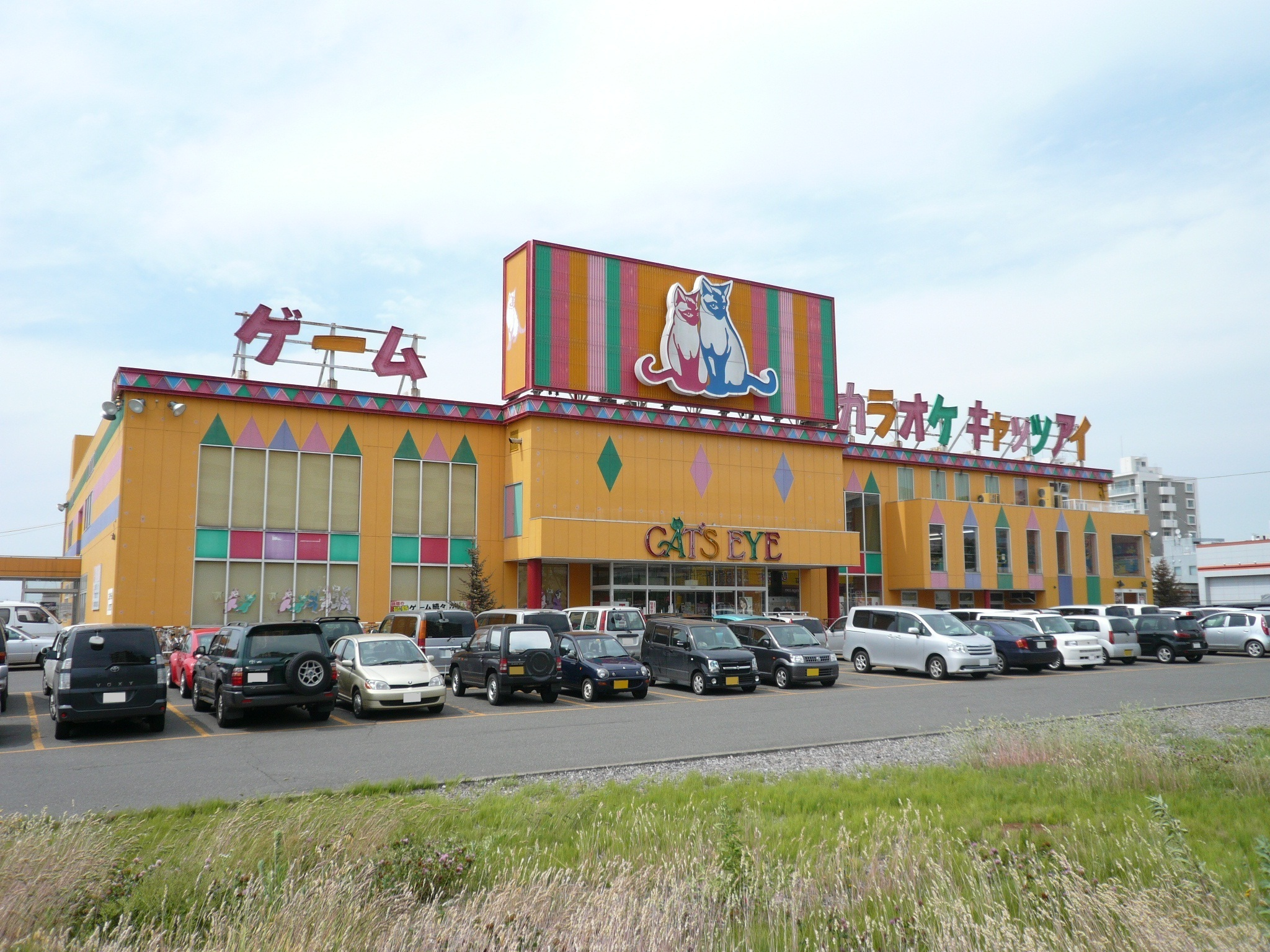
キャッツアイ新札幌店･初代
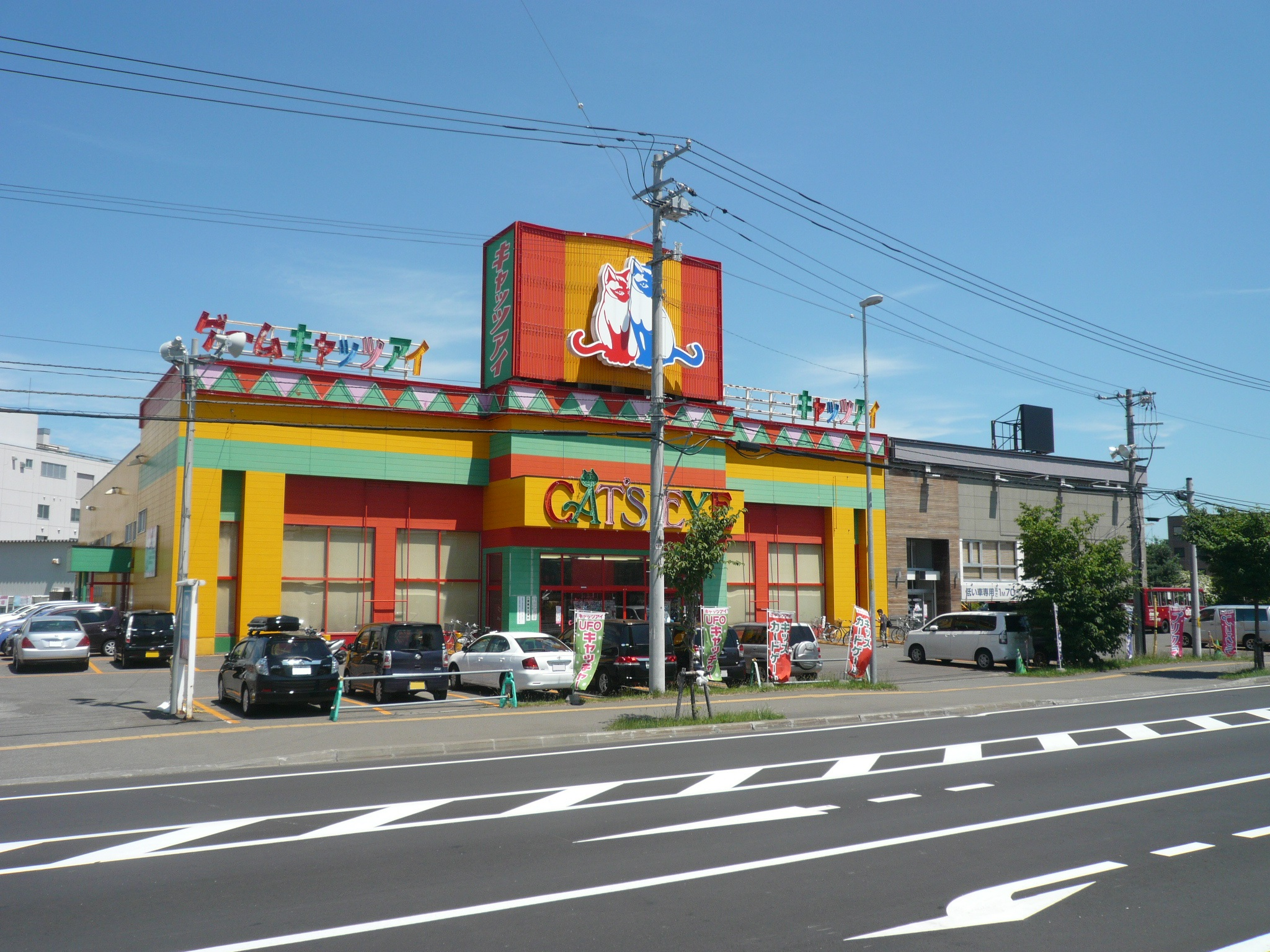
キャッツアイ清田店（旧外装）

### 閉店した店舗
キャッツアイ
- キャッツアイ新琴似店（札幌市北区）
- キャッツアイ北41条店（札幌市北区）
- キャッツアイ川沿店（札幌市南区）
- キャッツアイ美園店（札幌市豊平区）
- キャッツアイ北18条店（札幌市北区）
- キャッツアイ丘珠店（札幌市東区）
- キャッツアイ稚内店（稚内市）- 跡地はカラオケ店「遊スポット稚内店」として利用されたが2016年に閉店、現在は空き店舗。
- キャッツアイ新発寒店（札幌市手稲区）- 跡地は「サンドラッグ新発寒5条店」
- レジャーパレス（札幌市白石区）
- キャッツアイ狭山店（埼玉県狭山市）- 2003年（平成15年）開店。レジャスポを併設。店舗2・3階フロアを改装しオープン。2022年（令和4年）8月31日閉店[11][12][13]。
- キャッツアイ町田店（東京都町田市）- 2014年（平成26年）3月31日閉店。
- キャッツアイ苫小牧店（苫小牧市）- 2014年（平成26年）4月20日閉店。
- キャッツアイビッグ東苗穂店（札幌市東区）- 2006年（平成18年）5月22日に閉店したポスフール東苗穂店（元・東苗穂サティ）跡に居抜き出店[14]。温泉施設「東苗穂温泉 千の湯」を併設していた。2016年（平成28年）3月31日閉店[15]。閉店後の跡地には建物を新築したうえで、DCMホーマック（現・DCM）東苗穂店と100満ボルト（現・エディオン）東苗穂店が開店した[16]。
- キャッツアイ中の島店（札幌市豊平区）- 2016年（平成28年）9月29日閉店
- キャッツアイうたカフェ店（札幌市東区）- 2016年（平成28年）10月31日閉店
- キャッツアイ麻生店（札幌市北区）- 2009年（平成21年）3月12日開店[17]、2018年（平成30年）8月31日閉店。店舗跡はクリニックと薬局と企業設置型保育所に分割。
- キャッツアイ清田2条店（札幌市清田区）- 近隣のキャッツアイ清田店と異なりカラオケ店となっていた[18][19]。またかつてはインターネットカフェ「やすらぎくらぶ」も営業していた[20]。2018年8月で閉店し、同年12月7日に清田店へ統合する形でリニューアルオープン。跡地には卸売スーパー清田店が2019年5月9日に開店[18]。
- キャッツアイ手稲店（札幌市手稲区）- パボッツ手稲（新和手稲前田ビル）2階に入居。かつては入居しているビル2階部分の外壁がシンボルカラーの黄色に塗装されていたが、後に白色塗装に変更された。インターネットカフェやすらぎくらぶを併設していたが、2014年（平成26）7月31日に閉店し[21]、キャッツアイのゲームスペースに転用された。同区西宮の沢への移転に伴い[22]、2020年（令和2年）7月31日営業終了[7]。

やすらぎくらぶ
一部キャッツアイ店舗においてインターネットカフェ事業も行なっていたが、逐次閉店し最後まで営業していた東苗穂店も2019年3月31日営業終了となった。

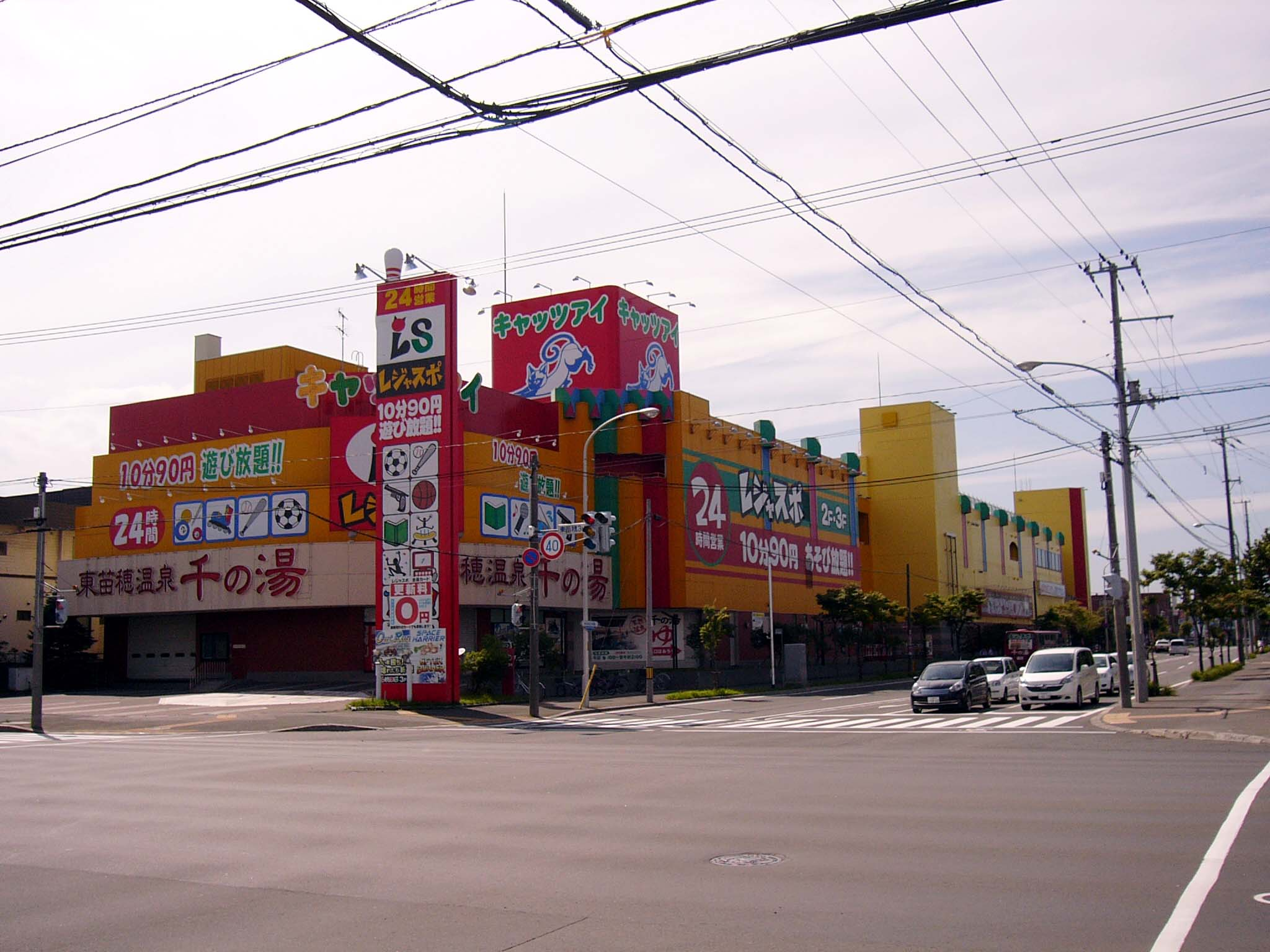
旧キャッツアイビッグ東苗穂店
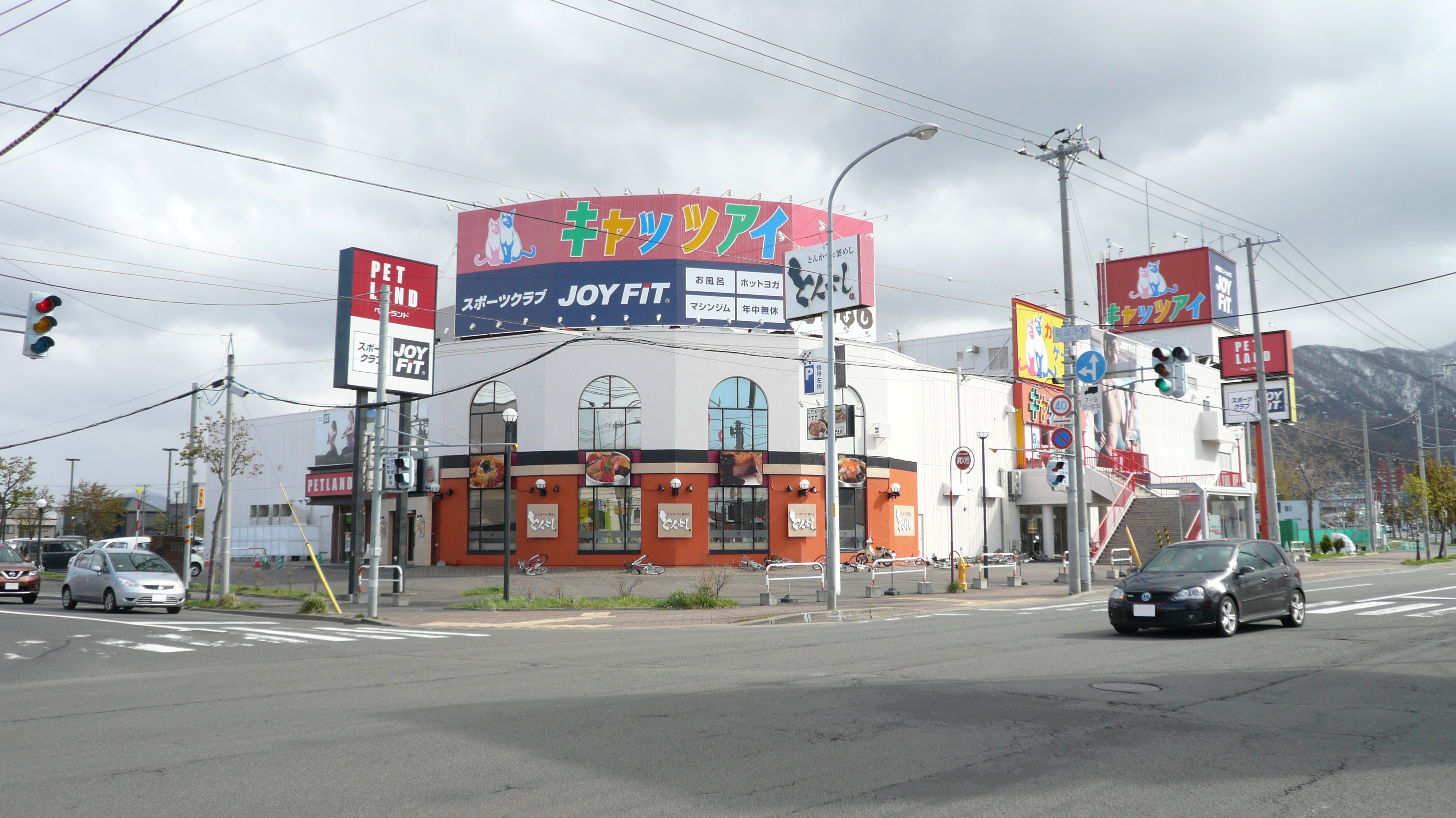
旧キャッツアイ手稲店 （パボッツ手稲2階）
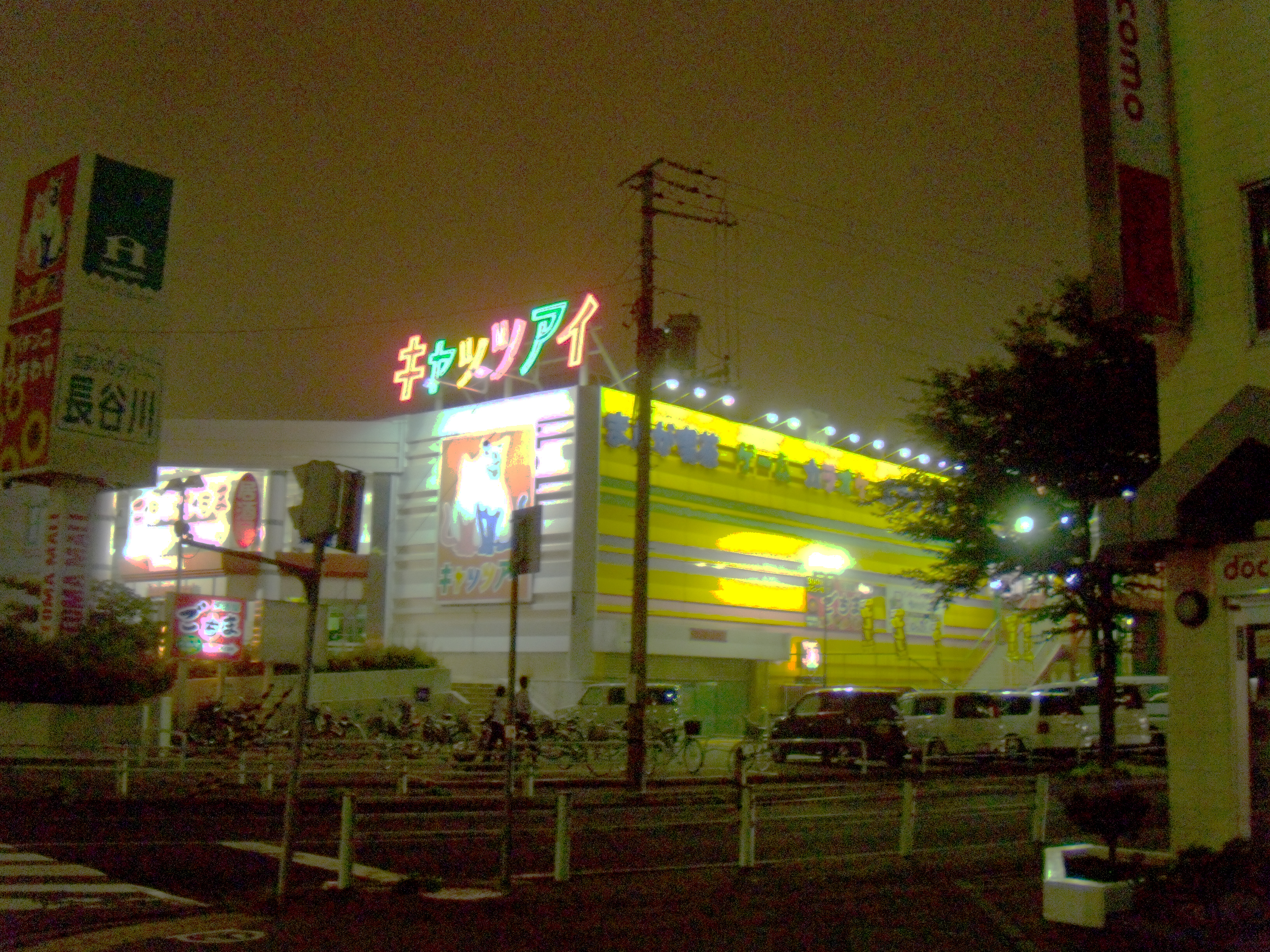
旧キャッツアイ苫小牧店